# Столкновение над Завитинском
1. перенаправление Столкновение над Завитинским районом